# 기소인부절차
기소인부절차(Arraignment)란 피고인에게 기소사유를 알려주고 피고인이 유죄의 답변(plea of guilty)이나 무죄의 답변을 하는 미국법상의 절차이다.
기소인부절차는 피고인의 면전에서 형사 고발 문서를 공식적으로 낭독하여 피고인에게 혐의를 알리는 것이다. 기소인부절차에 대한 응답으로 일부 관할권에서는 피고인이 항변할 것으로 예상된다. 다른 관할권에서는 탄원이 불필요하다. 허용되는 항변은 관할권마다 다르지만 일반적으로 유죄, 무죄, 강제 항변 또는 재판을 진행할 수 없는 이유를 설명하는 변호가 포함된다. 경쟁 금지(nolo contendere) 항변 및 알포드(Alford) 항변은 일부 상황에서 허용된다.